# Karol Bielecki
Karol Bielecki (Sandomierz, 23 de enero de 1982) es un exjugador de balonmano polaco. Su último equipo fue el Vive Tauron Kielce. Fue un componente de la selección de balonmano de Polonia con la que jugó 255 partidos y marcó 955 goles.
Logró ser subcampeón del mundo con la selección polaca en el Campeonato Mundial de Balonmano Masculino de 2007 y tercera en el Campeonato Mundial de Balonmano Masculino de 2009 y en el Campeonato Mundial de Balonmano Masculino de 2015. Fue además, el tercer máximo goleador en el mundial 2007.
Con el Kielce ganó la Liga de Campeones de la EHF 2015-16, la primera de la historia del club polaco.
Desde 2010, hasta su retirada, jugó con unas gafas especiales debido a una herida que sufrió en su ojo izquierdo en un encuentro que enfrentó a su selección a la de Croacia.

## Palmarés

### Kielce
- Liga polaca de balonmano (7): 2003, 2013, 2014, 2015, 2016, 2017, 2018
- Copa de Polonia de balonmano (9): 2000, 2003, 2004, 2013, 2014, 2015, 2016, 2017, 2018
- Champions League (1): 2016

### Magdeburg
- Copa EHF (1): 2007

## Clubes
- Vive Targi Kielce (1999-2004)
- SC Magdeburg (2004-2007)
- Rhein-Neckar Lowen (2007-2012)
- Vive Targi Kielce (2012-2018)[6]